# Philippe Rousselet
Philippe Rousselet (* 7. Juli 1968 in Neuilly-sur-Seine) ist ein französischer Filmproduzent.

## Leben
Philippe Rousselet wurde 1968 im französischen Neuilly-sur-Seine geboren.
Im Jahr 2008 gründete er mit Vendôme Pictures sein eigenes Filmstudio in den USA. Er ist der Sohn von André Rousselet, dem Gründer von Canal+, und der Bruder von Nicolas Rousselet, dem Président-Directeur Général der Groupe Rousselet.
Im Jahr 2014 wurde der französische Film Verstehen Sie die Béliers? von Éric Lartigau vorgestellt. Rousselet produzierte gemeinsam mit seinem Geschäftspartner Fabrice Gianfermi auch ein amerikanisches Remake dieses Films. Das Filmdrama Coda von Siân Heder feierte Ende Januar 2021 beim Sundance Film Festival seine Premiere. Das Werk wurde im Rahmen der Oscarverleihung 2022 als bester Film ausgezeichnet. Im selben Jahr wurde er in die Academy of Motion Picture Arts and Sciences (AMPAS) berufen, die alljährlich die Oscars vergibt.

## Filmografie
- 1997: Kleine Engel, kleine Haie
- 1998: Verrückt nach ihr
- 1998: Serial Lover – Der letzte räumt die Leiche weg
- 2001: Barnie et ses petites contrariétés
- 2002: Blanche
- 2003: Tristan
- 2005: Les parrains
- 2005: Lord of War – Händler des Todes (Lord of War)
- 2005: Papa
- 2006: Du jour au lendemain
- 2007: La clef
- 2008: Unter Beschuss
- 2010: Nur für Personal! (Les femmes du 6e étage)
- 2011: Source Code
- 2012: Die Köchin und der Präsident
- 2012: Paris-Manhattan
- 2013: Alive & Well (Dokumentarfilm)
- 2014: Verstehen Sie die Béliers? (La famille Bélier)
- 2014: À toute épreuve
- 2015: Tout pour être heureux
- 2016: Nichts zu verschenken (Radin!)
- 2016: West Coast
- 2016: Bastille Day
- 2016: Plötzlich Papa (Demain tout commence)
- 2017: Frühes Versprechen
- 2017: L'un dans l'autre
- 2017: What Happened to Monday?
- 2017: Comment j'ai rencontré mon père
- 2018: Rémi – sein größtes Abenteuer (Rémi sans famille)
- 2018: Das Familienfoto (Photo de famille)
- 2020: Der verlorene Prinz und das Reich der Träume (Le prince oublié)
- 2020: Petit pays
- 2021: Un Petit Miracle
- 2021: Adieu Monsieur Haffmann
- 2021: Schmetterlinge im Ohr (On est fait pour s'entendre)
- 2021: Coda

## Auszeichnungen
Oscar
- 2022: Auszeichnung als Bester Film (Coda)

Producers Guild of America Award
- 2022: Auszeichnung als Bester Kinofilm (Coda)[6]